# Domnești-Târg, Vrancea
Domnești-Târg este un sat în comuna Pufești din județul Vrancea, Moldova, România.